# Cecilia Miranda de Carvalho
Cecília Miranda de Carvalho (Rio de Janeiro, 20 de outubro de 1913 — Rio de Janeiro, 21 de maio de 2011) foi uma cantora brasileira. Era irmã de Carmen Miranda e Aurora Miranda.

## Biografia
Cecília Miranda nasceu no Rio de Janeiro em 20 de outubro de 1913, sendo a quarta filha do casal português José Pinto da Cunha (1887-1938) e de Maria Emília Miranda (1886-1971). Em 1931, casou-se, aos 18 anos, com o comerciante português Abílio Fernandes de Carvalho, passando a assinar Cecília Miranda de Carvalho. 
Fez sucesso na década de 1930, quando cantou na Rádio Sociedade do Rio de Janeiro e participou de alguns discos da época. Cecília se destacava quanto a beleza da voz e a amplitude vocal que era a maior de todas as irmãs. Há quem diga que Cecília possuía voz mais bonita, mas, o fato não pode ser comprovado, já que todas as suas gravações foram feitas em dueto ou trio com outras pessoas, principalmente suas irmãs Carmen e Aurora.
Em julho de 1936 nasceu sua única filha, a quem deu o nome de Carmen Miranda de Carvalho (Guimarães) em homenagem à irmã famosa. Após dar à luz sua única filha, Cecília não seguiu a carreira musical. Seu Marido Abílio, faleceu em 1939, em decorrência de problemas no coração. 
Em 1946, se mudou para os Estados Unidos, atendendo aos pedidos de Carmen e de sua mãe Dª Maria Emília, moraram em Beverly Hills durante um ano.
Durante muitos anos foi a gestora do acervo do Museu Carmen Miranda.

## Morte
Cecília faleceu em 21 de maio de 2011, de causas naturais no Rio de Janeiro, aos 97 anos. Durante 6 anos, foi a última dos irmãos vivos de Carmen Miranda. Além da filha, teve 5 netos e 11 bisnetos.